# Långsjön (Bygdeå socken, Västerbotten, 713983-172576)
Långsjön är en sjö i Robertsfors kommun i Västerbotten och ingår i Rickleåns huvudavrinningsområde. Sjön har en area på 0,171 kvadratkilometer och ligger 170,2 meter över havet.

## Delavrinningsområde
Långsjön ingår i det delavrinningsområde (713930-172683) som SMHI kallar för Mynnar i Tvärån. Medelhöjden är 171 meter över havet och ytan är 8,49 kvadratkilometer. Räknas de 2 avrinningsområdena uppströms in blir den ackumulerade arean 21,87 kvadratkilometer. Vattendraget som avvattnar avrinningsområdet har biflödesordning 3, vilket innebär att vattnet flödar genom totalt 3 vattendrag innan det når havet efter 42 kilometer. Avrinningsområdet består mestadels av skog (58 procent), öppen mark (16 procent) och jordbruk (19 procent). Avrinningsområdet har 0,15 kvadratkilometer vattenytor vilket ger det en sjöprocent på 1,8 procent.